# Mileștii Mici (Gemeinde)

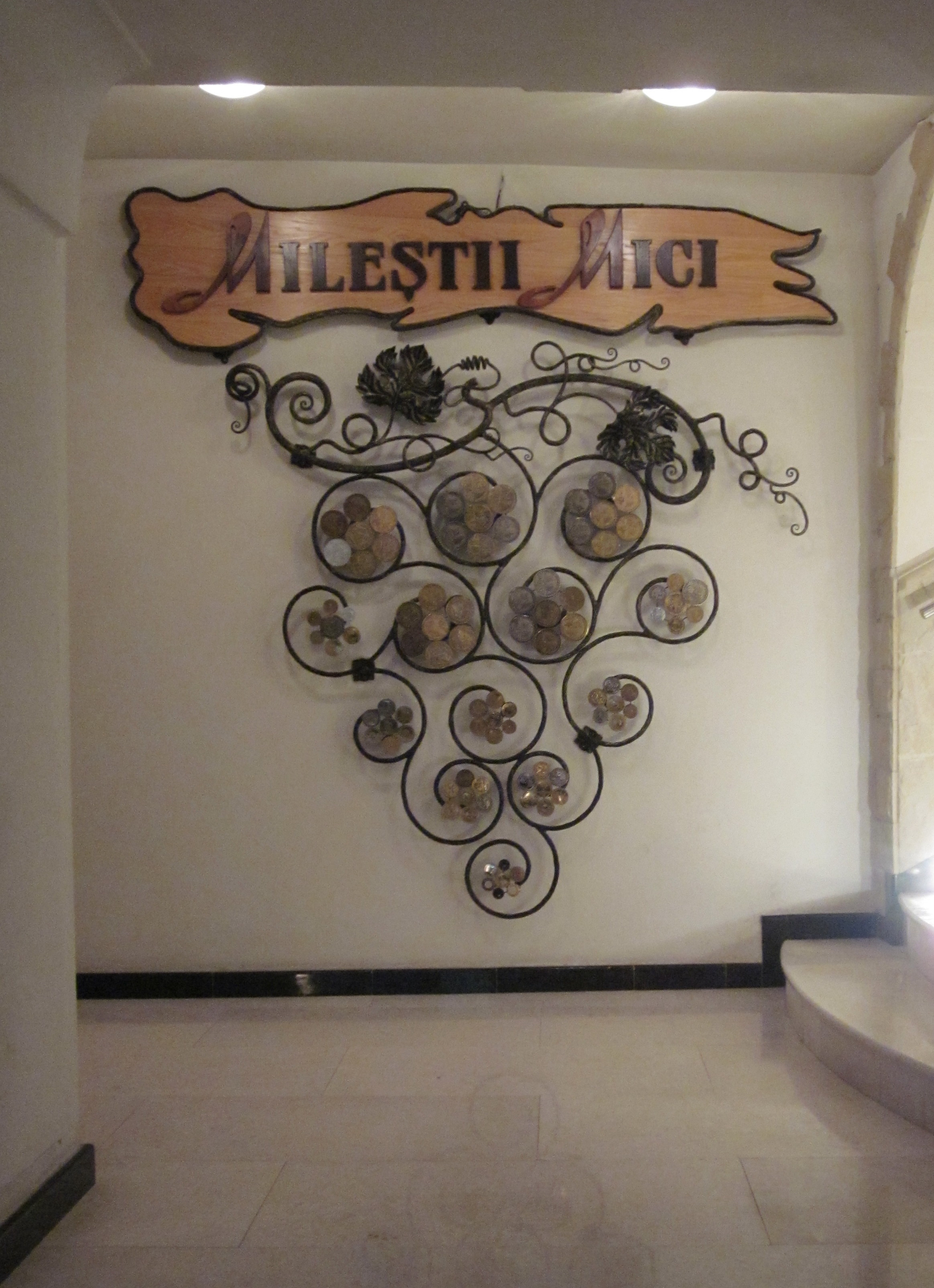
Dekoration eines Weinladens in Mileștii Miici

Mileștii Mici ist eine Gemeinde in der Republik Moldau im Rajon Ialoveni. Sie liegt etwa 20 Kilometer südlich von Chișinău. Die Gemeinde ist äußerst bekannt für ihre Weinlagerung und -herstellung (siehe Mileștii Mici (Weingut)). Mileștii Mici ist ein kleines Dorf auf hügeligen Gelände. Die Gemeinde hält einen Rekord für „den längsten Weinkeller der Welt“. Das Dorf hat deswegen eine etwas touristische Form angenommen. Der gleichnamige Hauptort Mileștii Mici hatte mit Stand 2004 3693 Einwohner. Die Gemeinde selbst hat nach einer Volkszählung von 2014 4949 Einwohner.